# Rapid Valley
Rapid Valley és una concentració de població designada pel cens dels Estats Units a l'estat de Dakota del Sud. Segons el cens del 2000 tenia 7.043 habitants.

## Demografia
Segons el cens del 2000, Rapid Valley tenia 7.043 habitants, 2.436 habitatges, i 1.914 famílies. La densitat de població era de 267,9 habitants per km².
Dels 2.436 habitatges en un 47,2% hi vivien nens de menys de 18 anys, en un 60,7% hi vivien parelles casades, en un 13,3% dones solteres, i en un 21,4% no eren unitats familiars. En el 16,1% dels habitatges hi vivien persones soles el 3,5% de les quals corresponia a persones de 65 anys o més que vivien soles. El nombre mitjà de persones vivint en cada habitatge era de 2,89 i el nombre mitjà de persones que vivien en cada família era de 3,23.
Per edats la població es repartia de la següent manera: un 33,1% tenia menys de 18 anys, un 8,9% entre 18 i 24, un 34,6% entre 25 i 44, un 18,1% de 45 a 60 i un 5,3% 65 anys o més.
L'edat mediana era de 30 anys. Per cada 100 dones de 18 o més anys hi havia 97 homes.
La renda mediana per habitatge era de 39.816 $ i la renda mediana per família de 42.956 $. Els homes tenien una renda mediana de 29.170 $ mentre que les dones 20.792 $. La renda per capita de la població era de 14.841 $. Entorn del 5,8% de les famílies i el 8,7% de la població estaven per davall del llindar de pobresa.

## Poblacions més properes
El següent diagrama mostra les poblacions més properes.